# تنسيق حدائق تشاركي

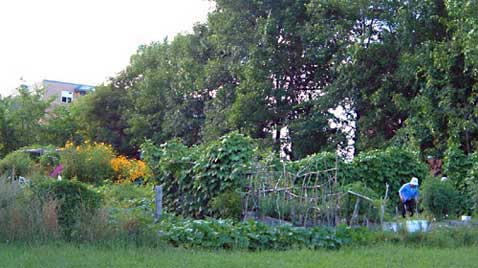
حديقة نتيجة عمل تنسيقي تشاركي لمجموعة مهتمين بجمال الطبيعة.

تنسيق الحدائق التشاركي أو المجتمعي أو البستنة التشاركية أو البستنة المجتمعية، هي قطعة واحدة من الأرض المزروعة يتشارك في الاعتناء بها مجموعة من الناس. تستخدم الحدائق التشاركية حقولًا «زرائع» إما فردية أو مشتركة على أرضٍ خاصة أو عامة مع إنتاج فواكه و/أو خضار و/أو نباتات مزروعة لغايات جمالية. يمكن للحدائق التشاركية حول العالم أن تؤدي غاياتٍ عديدة، كالتطوير الجمالي أو المجتمعي، أو الصحة الجسدية أو العقلية، أو حفظ واستصلاح الأراضي.

## خلفية
وفقًا لمارين ماستر غاردنرز: «الحديقة المجتمعية هي أي قطعة أرض تعتني بها مجموعة من الأشخاص، تستخدم حقولًا فرديةً أو مشتركة على أرضٍ خاصة أو عامة». توفر الحدائق المجتمعية منتجات طازجة كالنباتات بالإضافة إلى مساهمتها في الحس المجتمعي وحس التواصل مع البيئة وتشكيلها فرصةً للعمل المرضي وتطوير الحي. تتخذ صفة العموم من حيث الملكية وإتاحة الوصول والإدارة، وتكون عادةً مملوكة بالوصاية من قبل الحكومة المحلية أو جمعيات ذات أهداف غير ربحية.
تتنوع أشكال الحدائق المجتمعية حول العالم. في أمريكا الشمالية، تتراوح الحدائق المجتمعية من «حدائق النصر» المألوفة حيث يزرع الناس الخضار في حقول صغيرة «زرائع»، إلى مشاريع «تخضير» كبيرة للمحافظة على المساحات الطبيعية، وصولًا إلى مشروعات تجميل طرقات صغيرة على نواصي الشوارع في الأحياء السكنية. يكتفي البعض بزراعة الزهور، في حين يرعى آخرون الحدائق بشكل مجتمعي ويتقاسمون ما يجنونه منها. حتى أن هنالك بعض الجمعيات غير الربحية في المدن الكبرى تعرض المساعدة للعوائل ذات الدخل المنخفض، ومجموعات الأطفال، والمنظمات المجتمعية، عن طريق مساعدتهم في تطوير وإنماء حدائقهم الخاصة. في المملكة المتحدة وبقية أوروبا، يمكن للحدائق الشبيهة المسماة هناك «حدائق محصصة» أن تحتوي على عشرات الحقول التي تبلغ مساحة الواحد منها مئات الأمتار المربعة وتؤجر من قبل نفس العائلة لأجيال. في العالم النامي، أرض المشاع المستخدمة للحدائق الصغيرة جزء من المشهد المألوف، حتى في المناطق السكنية، حيث يمكن أن تؤدي دور حدائق أسواق. يمارسون أيضًا مداورة المحاصيل مع النباتات سهلة الزراعة كالفول السوداني والطماطم والكثير من المحاصيل الأخرى.
كثيرًا ما تستخدم الحدائق المجتمعية في الأحياء السكنية للتخفيف من أثر ما يسمى صحراء الطعام. تشير إتاحة الوصول إلى الطعام في سياق المناطق السكنية إلى السكان ذوي الإمكانية المحدودة للحصول على المنتجات الطازجة كالفواكه والخضار. تترافق «صحاري الطعام» عادةً مع الأحياء ذات المتوسط المنخفض للدخل حيث يجبر السكان عادةً على الاعتماد على خيارات الغذاء غير الصحي كالأطعمة المعالجة المكلفة من محلات البقالة، ومحطات التزود بالوقود، ومطاعم الوجبات السريعة. توفر الحدائق المجتمعية الوصول إلى الأطعمة الطازجة لتكون أقرب إلى المتناول في الأحياء المحلية. يمكن للحدائق المجتمعية المساعدة على توسعة مجال ضمان وصول السكان إلى الطعام الصحي بتكلفة معقولة في المجتمع.
يمكن للحدائق المجتمعية التخفيف من أحد آثار التغير المناخي، وهو أثر يتوقع أن يؤدي على انخفاض عالمي في الناتج الزراعي، جاعلًا المنتجات الطازجة أغلى ثمنًا مع مرور الزمن. الحدائق المجتمعية هي أيضًا طريقة تزداد شعبيةً لتغيير البيئة المبنية لترويج الصحة والعافية في مواجهة التمدن. للبيئة المبنية كثير من الآثار السلبية والإيجابية على الأشخاص الذين يعملون ويعيشون ويلعبون في منطقة ما، ومن بين تلك الآثار فرصة إصابة الشخص بالسمنة. تساعد الحدائق المجتمعية في الأمن الغذائي للمجتمع، متيحةً للسكان أن يزرعوا غذاءهم بأنفسهم أو لآخرين بأن يتبرعوا بما زرعوا. يقول المروجون للحدائق المجتمعية إن الغذاء المنتج محليًّا يقلل من الاعتماد الإجمالي للمجتمع على الوقود الأحفوري لنقل الغذاء من مناطق زراعية كبيرة ويخفض استخدام المجتمع الإجمالي للوقود الأحفوري في قيادة الآليات الزراعية. درست المناصرة للحدائق المجتمعية ليز كيشلر في عمود صحفي كتبته عام 2012 إمكانية تعزيز تنسيق الحدائق التشاركي للأفكار والنشاطات التي تسمى «إيجابية» لحركة احتلوا.
تحسن الحدائق التشاركية صحة المستخدمين عن طريق زيادة استهلاك الخضار الطازجة وتوفير مكان لممارسة الرياضة. النظام الغذائي الغني بالفواكه والخضار والأطعمة الأخرى الطازجة ذات الأساس النباتي هو جزء رئيسي من مقومات الصحة الجيدة. توفر الحدائق التشاركية الوصول إلى هذه الأطعمة للمجتمعات التي توجد فيها. الحدائق المجتمعية مهمة بشكل خاص في المجتمعات ذات التركيز المرتفع للأشخاص ذوي الأوضاع الاجتماعية الاقتصادية الرديئة، إذ يضرب انعدام الفواكه والخضروات الطازجة هذه المجتمعات أكثر من غيرها.
تكافح الحدائق أيضًا نوعين من الإقصاء يحيقان بالحياة المدنية المعاصرة، عن طريق تقريب المسافات بين المزارعين المدنيين ومصدر طعامهم، وكسر العزلة بخلق مجتمع تشاركي اجتماعي. توفر الحدائق التشاركية فوائد مجتمعية، كمشاركة المعارف الخاصة بإنتاج الطعام مع شرائح أكبر من المجتمع وتوفير مساحات آمنة للعيش. المجتمعات النشطة تشهد معدلات جرائم أكبر وحوادث تخريب أقل.

### ملكيتها
يمكن أن تكون أرض الحديقة التشاركية خاصة الملكية أو مملوكة للعموم. من التقاليد المتبعة في الحدائق التشاركية في أمريكا الشمالية تنظيف المساحات الفارغة المهجورة وتحويلها إلى حدائق منتجة. يمكن عوضًا عن ذلك اعتبار الحدائق التشاركية من المرافق الصحية أو الترفيهية وشملها مع الحدائق العامة، كملاعب الكرة أو ساحات لعب الأطفال. تاريخيًّا، كانت الحدائق التشاركية كذلك توفر الطعام خلال الحروب أو الكساد الاقتصادي. تبقى إتاحة الأرض وتأمينها من أكبر التحديات التي تواجه المزارعين التشاركيين ومناصريهم في أنحاء العالم، بما أن هؤلاء لا يملكون في معظم الأحيان الأرض أو يتحكمون بها بشكل مباشر.
تزرع بعض الحدائق بشكل جمعي، بعمل الجميع معًا؛ في حين تقسم حدائق أخرى إلى حقول واضحة الحدود، يدير كلًّا منها مزارع مختلف (أو مجموعة أو عائلة). للكثير من الحدائق التشاركية «مساحات مشتركة» يتشاركون في أجور صيانتها إلى جانب حقول مخصصة للأفراد أو العوائل. ورغم نجاح المناطق ذات الملكية المشتركة (المشاع) في بعض الحالات، تظهر في حالات أخرى مأساة المشاع، التي ينتج عنها توزع غير عادل لجهد العمل على المشتركين، بالإضافة إلى الإحباط أو الإهمال أو الهجر في بعض الحالات. يربط البعض هذا بالتاريخ غير الناجح للفلاحة الجمعية.
على العكس من الحدائق العامة، تعتمد مسألة إتاحة الحدائق المجتمعية للعموم على اتفاقيات تأجير الأرض مع الهيئة المديرة للحديقة وعلى عضوية الحديقة التشاركية. تختلف سياسات البوابة المفتوحة أو المغلقة من حديقة لأخرى. ولكن من الفروق الأساسية أن الحدائق التشاركية تدار وتصان بالمشاركة الفعالة للمزارعين أنفسهم، بدل الإشراف عليها من طاقم متخصص. هناك فرق آخر يتمثل في إنتاج الطعام، فعلى عكس الحدائق التي تمتاز بالمزروعات الجمالية (أو البيئية مؤخرًا)، فإن الحدائق التشاركية غالبًا ما تشجع على إنتاج الطعام عن طريق توفير مكان يتيح للمزارعين أن يزرعوا فيه الخضروات والمحاصيل الأخرى. لتسهيل هذا، يمكن تقسيم الحديقة المجتمعية إلى عدة حصول مفردة أو الإشراف عليها بشكل جمعي، حسب حجم ونوعية الحديقة وحسب الأعضاء المعنيين.

### أنواع الحدائق
هناك عدة أنواع من الحدائق التشاركية بخصائص متمايزة يمكن للمجتمعات المشاركة بها:
- حدائق الأحياء أكثر الأنواع شيوعًا وتعرف عادةً بأنها الحديقة التي يجتمع فيها الناس لزراعة الفواكه والخضار ونباتات الزينة. تعرف بأنها جزء من أرض عامة أو خاصة الملكية تؤجر فيها الحقول من قبل المزارعين مقابل أجر سنوي متفق عليه.
- الحدائق السكنية يتشارك فيها عادةً سكان تجمعات الشقق السكنية، أو مساكن الرعاية الدائمة، أو الوحدات السكنية ميسورة الكلفة. تنظم هذه الحدائق ويحافظ عليها من قبل سكان الجوار.
- الحدائق المؤسسية تلحق بمنظمات خاصة أو عامة وتوفر خدمات نافعة عديدة للسكان. من منافعها العلاج أو إعادة التأهيل العقلية أو الجسدية، بالإضافة إلى تعليم مجموعة مهارات خاصة بالحصول على الوظائف.
- حدائق الاستعراض تستخدم لأهداف تعليمية وترفيهية. غالبًا ما توفر محاضرات قصيرة أو عروضًا تقديمية عن تنسيق الحدائق والزراعة، وتوفر الأدوات الضرورية لإدارة حديقة تشاركية.